# Athyma perius
Athyma perius — вид нимфалидных бабочек, обитающих в Южной и Юго-Восточной Азии.

## Описание
У самца Athyma perius крылья чёрные с серией белых отметин, а у самки — черновато-коричневые. Нижняя сторона крыльев охристо-желтая с белыми отметинами, как и на верхней стороне, но сильно окаймлена и обозначена чёрным. Усики черные, между глазами есть пятно охристого цвета. На груди спереди и сзади есть одна или две полосы голубоватых пятен. Брюшко поперечно и узко полосатое с голубовато-белым; снизу щупики, грудь и брюшко чисто белые. У самки на брюшке есть двойной боковой ряд мелких черных точек.
Самец и самка. Верхняя сторона темная, коричневато-черная; отметины белые; реснички чередуются с белыми. Переднее крыло с белой базальной полосой и двумя пятнами внутри ячейки; субтреугольное большее пятно на конце ячейки; поперечный дисковидный изогнутый ряд из семи пятен, два верхних удлиненные и узкие, остальные все более продолговатые, третье и четвертое самые маленькие; за ними следует субмаргинальный волнистый ряд из шести очень маленьких более или менее полулунных пятен, верхние пять расположены косо наружу, а нижние внутрь, верхнее пятно иногда, а нижнее всегда, дуплекс; за ним находится краевой ряд очень нечетко очерченных тонких грязно-беловатых лунок. Заднее крыло пересечено широкой белой внутренней дисковой полосой и более узкой субмаргинальной макулярной полосой, последняя изнутри ограничена рядом маленьких отчетливых черных пятен; краевой ряд очень тонких грязно-белых лунок. Все эти отметины крупнее и шире всего у выводка сухого сезона.
Нижняя сторона яркая желтовато-охристая; отметины, как и выше, но все более чисто белые, более или менее окаймленные черным; краевые лунулы отчетливо фиолетово-белые и снаружи с черным краем. Передние крылья также с задней границей, перемежающейся размытыми бледными пурпурно-черными пятнами, и черным колечком под ячейкой. Задние крылья также с суббазальной белой полосой, окаймленной черным вдоль прекостальной жилки, эта полоса также простирается назад вдоль брюшного края; дисковая полоса более или менее окаймлена с каждой стороны черным, субмаргинальная полоса целая, с черными пятнами, расположенными внутри ее внутреннего края.

Тело и щупики сверху черные; грудь с двумя белыми полосами и брюшко с белыми сегментными полосами; воротник и темя охристые; щупики снизу и ноги серовато-белые; усики черные, их базальный сустав белый снизу.Фредерик Мур, Lepidoptera Indica

## Подвиды
В алфавитном порядке:
- Athyma perius avitus (Фрусторфер, 1915)
- Athyma perius hierasus (Фрусторфер, 1915)
- Athyma perius perinus (Фрусторфер, 1903)
- Athyma perius perius (Линней, 1758 г.)

## Распространение
Athyma perius встречается по всей территории Гималаев, Индии, Бирмы, Тенассерима, до Сиама и Малайского полуострова.